# Iulóvaia Maza
Iulóvaia Maza (en rus: Юловая Маза) és un poble de l'óblast de Saràtov, a Rússia, segons el cens del 2010 tenia 231 habitants. Pertany al districte municipal de Volsk.